# Delta Ursae Majoris
Delta Ursae Majoris (δ UMa / δ Ursae Majoris) este stea din constelația Ursa Mare. Ea poartă și numele tradițional Megrez.
Megrez are o magnitudine aparentă de +3,32, ceea ce o face cea mai slab luminoasă dintre cele șapte stele ale asterismului Carul Mare. Se află la distanța de 81 de ani-lumină de Terra, este de tip spectral A3. Ea posedă doi companioni slabi, Delta Ursae Majoris B de magnitudine 11, la distanța de 190 arcsecunde și  Delta Ursae Majoris C de magnitudine 10, la distanța de 186 de arcsecunde.
Steaua Delta Ursae Majoris este membră a curentului de stele din Ursa Mare.